# Мохаммад Хоссейн Адели
Сеед Мохаммад Хоссейн Адели (перс.: سید محمدحسین عادلی, 1953, Ахваз, Иран) — иранский политик, дипломат, экономист и учёный. Генеральный секретарь Форума стран-экспортёров газа с 2014 до начала 2018 года (занимал пост два срока подряд). Основатель Института Раванда. До 2011 года был председателем первого иранского инвестиционного банка «Амин». В мае 2014 года получил орден Восходящего Солнца от императора Японии Акихито- эта высшая японская награда из когда-либо присвоенных представителю Ирана была вручена ему в знак важности его роли в укреплении ирано-японских отношений.

### Личная жизнь и образование
Хосейн Адели — один из немногих иранских политиков, чье образование по праву можно назвать международным. Он изучал бизнес-администрирование в бизнес-школе Тегерана, продолжил обучение в магистратуре по специальности «Мировая экономика» в Тегеранском университете, а затем получил степень доктора делового администрирования в Университете Калифорния Кост. Прослушал курсы в Университете Стоуни Брук и Университете Новой Школы. Получил степень доктора экономических наук в Джамия Миллия Исламия.

### Политическая и академическая карьера
Адели получил образование в Дар-уль-Фунене (перс.: دار الفنون) в Тегеране. Начав свою карьеру в университетах Тегерана, в возрасте 27 лет он возглавил Департамент по экономическим вопросам Министерства иностранных дел Ирана. Пять лет спустя был назначен специальным советником Министерства иностранных дел. В следующем году был назначен советником министра нефти. Адели стал представлять Иран на различных встречах ОПЕК. Адели — один из немногих высокопоставленных представителей Исламской Республики, активно участвующих в мероприятиях Всемирного экономического форума.

### Дипломатическая карьера
Дипломатическая карьера Адели началась с его назначения на должность посла Ирана в Японии, в которой он находился с 1986 по 1989 год. Он сыграл ключевую роль в восстановлении деловых и политических отношений между этими двумя странами. В период его службы 7 января 1989 года умер 124-й Император Японии Хирохито, правивший более 60 лет, и его императорские похороны были проведены в следующем месяце. 24 февраля Адели с женой посетили церемонию императорских похорон совместно с вице-президентом Мостафой Мир-Салимом и Хоссейном Саффаром Харанди, членом парламента и председателем парламентского комитета по сельскому хозяйству.
Вскоре после этого в возрасте 36 лет он был назначен управляющим Центральным банком Ирана. Адели считается пионером экономических реформ в сложные годы восстановления страны после Ирано-иракской войны. Благодаря серии макроэкономических изменений Адели добился впечатляющих и устойчивых результатов, резко улучшив валютную и денежно-кредитную политику.
Дипломатическая карьера Адели получила развитие благодаря его назначению в 1995 году на должность посла Ирана в Канаде. В 1999, в конце своего срока пребывания на должности посла, Адели был назначен заместителем министра иностранных дел по экономическим вопросам и председателем Координационного совета по внешнеэкономическим связям, который возглавлял до 2004 года. В эти годы Адели с помощью ряда многосторонних соглашений инициировал создание двух специальных комитетов — по восстановлению Афганистана и по восстановлению Ирака — и выполнял функции генерального секретаря обоих комитетов.
Последней официальной его должностью стала должность Чрезвычайного и Полномочного Посла Ирана в Соединённом Королевстве. Совместно с Джоном Кертисом и другими лоббировал получение правительством Ирана 80 предметов для новой выставки под названием «Забытая империя».

### Карьера в сфере энергетики
Во время службы в министерстве нефти в качестве советника министра по иностранным вопросам он был сторонником и главным переговорщиком по многим энергетическим планам и проектам, из которых можно выделить следующие:
1. Иран-Пакистан-Индия; выполнял функции сопредседателя совместной комиссии Ирана, Пакистана и Индии. В ходе работы над проектом встречался и беседовал с высокопоставленными представителями Пакистана и Индии, а именно с покойной Беназир Бхутто, премьер-министром, и генералом Мушаррафом, президентом Пакистана, с г-ном Ваджпаем, премьер-министром Индии, а также с министрами обоих государств
2. Газопровод Иран-Армения; возглавлял газовую дипломатию в ходе этого проекта
3. Энергетическое сотрудничество между Ираном и ЕС; договорился о создании энергетического центра Иран-ЕС в Иране и возглавил команду для участия в проекте Набукко по экспорту газа в ЕС.
4. Газовое сотрудничество Ирана с южными соседями; вёл переговоры с Кувейтом и Саудовской Аравией о разработке Арашского месторождения в Персидском заливе и экспорте газа в КСА
5. Сотрудничество Ирана и СНГ в газовой и нефтяной сферах; сотрудничество в газовой сфере с Туркменистаном, Азербайджаном и Казахстаном.

### Награды
Адели также принимал активное участие в работе различных региональных и международных групп и организаций, включая D-8 («исламскую восьмёрку»), G15, Ассоциацию регионального сотрудничества в Индийском океане и Европейский союз. Получил множество наград, в том числе награду Генерального секретаря Организации экономического сотрудничества за «Особое признание и признание» за свой вклад в работу и ценные предложение от имени ОЭС. В 2002 году в Женеве ему также была вручена награда форума Кранс-Монтана за развитие и мир.
Адели также заслужил особое признание за свою роль в таких проектах, как: осуществление руководства денежными реформами в качестве управляющего Центральным банком; внедрение нового финансового инструмента исламского банкинга под названием «Документ об участии», который в настоящее время широко используется в Иране и других исламских странах под названием Сукук; принятие закона об официальной помощи Ирана, который был призван содействовать развитию наименее развитых стран; появление экономической дипломатии в Иране; инициирование экономического партнёрства с Африкой в ходе ирано-африканского экономического саммита; возглавлял Совет по оказанию помощи в восстановлении Ирака и Совет по оказанию помощи в восстановлении Ирака в международных организациях. Он часто выступал на многих престижных международных конференциях, включая заседания ОПЕК, Кооперации юг-юг, Организации Объединённых Наций, Всемирного экономического форума, организаций, занимающихся Исламским банкингом и финансами, Всемирного банка, Центра международной торговли и Международного валютного фонда, а также таких крупных инвестиционных банков как Goldman Sachs.

### Создание института Раванда
После ухода из правительства Адели основал Институт экономических и международных исследований Раванда, первый частный негосударственный и не связанный с партиями исследовательский центр (аналитический центр) в Иране. Является основателем Института Раванда.
За время своей карьеры создал прочную сеть академических, корпоративных и дипломатических контактов. Эти связи и ассоциации позволили Институту Раванда получить доступ к мировым лидерам, политикам, руководителям корпораций, общественных организаций, бизнесменам, учёным и СМИ. В целях содействия взаимопониманию и партнёрству Институт Раванда организует международные конференции и семинары, на которых такие организации могут принимать участие в дискуссиях регионального и мирового уровня. Кроме того, аналитический центр Раванда также является и деловым центром: его сотрудники способны проводить исследования по важнейшим политическим вопросам; предоставлять стратегические рекомендации на правительственном уровне; проводить консультации с юридическими лицами в сферах энергетики, финансов и промышленности; разрабатывать индивидуальные учебные семинары по широкому кругу дисциплин.